# Союз ТМА-20
Союз ТМА-20 — російський пілотований космічний корабель, на котрому був здійснений пілотований політ до МКС. Це двадцять п'ятий політ корабля серії «Союз» до МКС. Екіпаж корабля увійшов до складу експелицій МКС-26 і МКС-27.

## Екіпаж
Екіпаж старту та посадки 
- (ФКА): Дмитро Кондратьєв (1) — командир екіпажу.
- (НАСА): Кетрін Коулман (3-й космічний політ) — бортінженер.
- (ЄКА): Паоло Несполі (2) — бортінженер.

 Дублюючий екіпаж 
- (ФКА): Анатолій Іванишин — командир екіпажу.
- (НАСА): Майкл Фоссум (2) — бортінженер.
- (JAXA): Сатосі Фурукава (2) — бортінженер.